# Faverges-Seythenex
Faverges-Seythenex (prononcer [favɛʁʒ sɛtne], le -x ne se prononce pas) est une commune française située dans le département de la Haute-Savoie, en région Auvergne-Rhône-Alpes, créée le 1er janvier 2016 par la fusion des anciennes communes de Faverges et de Seythenex.

## Géographie

### Situation
Le territoire communal de Faverges-Seythenex se situe dans le Sud du département de la Haute-Savoie en région Rhône-Alpes, partiellement au contact de la limite avec le département de la Savoie. Le territoire de la commune est traversé par deux cours d'eau ou torrents de montagne, le Saint-Ruph ou Eau Morte, qui prend sa source, à l'ouest, dans le massif des Bauges et se déverse, au nord, dans le lac d'Annecy, et, à l'est, la vallée de la Chaise, en provenance du massif des Bornes, qui rejoint le pays de Faverges et traverse par un de ses canaux la commune avant de poursuivre plus au sud et se jeter dans la rivière de l'Arly, au niveau d'Ugine, dans le département de la Savoie.
Faverges-Seythenex se trouve dans la vallée située en amont de la cluse et du lac d'Annecy, appelée vallée de Faverges, puis plus récemment pays de Faverges. Celui-ci appartient donc à l'ensemble plus vaste qu'est le bassin annécien, tout en formant une sous-entité bien distincte. La ville est aussi membre du parc naturel régional du massif des Bauges.
À vol d'oiseau, la ville se situe à 22,1 km au sud-est d'Annecy, la préfecture du département. Les autres principales villes se trouvent dans le département voisin de la Savoie, avec à l'est Ugine à 9,4 km, au sud-est Albertville à 10,7 km et plus éloignée, au sud-ouest Chambéry, située à 35,1 km.

## Urbanisme

### Typologie
Au 1er janvier 2024, Faverges-Seythenex est catégorisée petite ville, selon la nouvelle grille communale de densité à sept niveaux définie par l'Insee en 2022.
Elle appartient à l'unité urbaine de Faverges-Seythenex, une agglomération intra-départementale regroupant deux  communes, dont elle est ville-centre,,. Par ailleurs la commune fait partie de l'aire d'attraction d'Annecy, dont elle est une commune de la couronne,. Cette aire, qui regroupe 79 communes, est catégorisée dans les aires de 200 000 à moins de 700 000 habitants,.

### Voies de communication et transports
La commune est traversée par l'ex-RN508 aujourd'hui route départementale 1508 qui se dirige au nord vers Annecy (env. 40 minutes) et au sud vers Albertville (env. 25 minutes), via Ugine (env. 20 minutes). Si la RN 508 passait par le centre-ville, désormais la RD1508 contourne l'agglomération par le Nord, depuis 1993. Dans cette direction, il est possible de rejoindre Albertville située à 25 km, ville depuis laquelle on peut rejoindre l'autoroute A430 permettant de  rejoindre la combe de Savoie menant à la vallée de Maurienne ou les métropoles de Chambéry ou de Grenoble ainsi que la RN 90 qui permet de se diriger vers les stations de sports d'hiver de la vallée de la Tarentaise. En remontant vers le nord, en traversant Annecy, il est possible de rejoindre l'autoroute A41 (sortie Annecy-Sud à 25 km ou Annecy-Nord à 28 km) permettant de se rendre vers la vallée de l'Arve à l'est ou de se diriger vers Chambéry, via Aix-les-Bains à l'ouest. On peut éventuellement rejoindre l'autoroute A40, dite « Autoroute Blanche » en empruntant l'ancienne RN508 direction Frangy.
La circulation est estimée à plus de 8 100 véhicules par jour dont la proportion de poids lourds est d'environ 8 %.
La ville est reliée au reste du département et aux villes du département voisin par un service de cars journaliers assurant la liaison Annecy-Albertville par la société Philibert Transport, membre du réseau Lihsa (lignes interurbaines de Haute-Savoie). Il s'agit de la ligne 51 dont les autocars effectuent de façon quotidienne.
À partir d'Annecy, on peut se connecter au réseau ferré de la plate-forme multimodale de la gare d'Annecy. Pour les vols internationaux, on peut emprunter soit l'aéroport français de Lyon-Saint-Exupéry (150 km soit environ 1h45), soit celui plus proche de Genève Cointrin en Suisse (75 km soit environ 1h05).
La commune est également parcourue par une piste cyclable ou voie verte, dite du lac d'Annecy, implantée sur l'ancien tracé de chemin de fer, longeant la RD1508, entre Annecy et Albertville, s'arrêtant pour la Haute-Savoie sur la commune de Val-de-Chaise (village de Marlens),. Le dernier tronçon reliant Giez à Marlens a été réalisé entre 2004-2005. Elle mesure 30 km de long,. Elle est gérée par le syndicat intercommunal du lac d'Annecy (SILA). Cette piste cyclable est considérée comme l'une des plus fréquentées de France.
On peut aussi se rendre à Annecy par bateau depuis l'embarcadère de Doussard, grâce à l'une des trois liaisons journalières proposées par la Compagnie des bateaux du lac d'Annecy.

## Toponymie
Le nom de la commune est constitué par l'association des noms des anciennes communes de Faverges et de Seythenex. Faverges provient du latin Fabrica (« forge, fabrique, atelier ») qui dérive en Faveriga, tirant son origine de la présence de forges attestée dès cette période,,. Seythenex est issu du nom d'une de villa gallo-romaine Sextinacus, probablement dérivé du nom de son propriétaire, un certain Sextinus auquel serait associé le suffixe -acus.

## Histoire
Le 29 octobre 2015, les conseils municipaux des communes de Faverges et Seythenex se sont réunis et ont décidé le regroupement de leurs communes respectives sous le nom de Faverges-Seythenex. La commune est créée par arrêté préfectoral.
La création de la nouvelle commune est effective depuis le 1er janvier 2016 par la fusion de ces communes, sous le régime juridique des communes nouvelles instauré par la loi no 2010-1563 du 16 décembre 2010 de réforme des collectivités territoriales.
Trop cher à entretenir et à remettre aux normes, la municipalité décide en octobre 2016 de vendre le château de Faverges et fait un appel à projets. En 2017 le château est repris dans le cadre d'un bail emphytéotique administratif de 50 ans.
Un projet de fusion entre la commune et celle de Doussard, est envisagé en 2017 pour une réalisation au 1er janvier 2018. Les communes voisines de Chevaline, Giez, Lathuile, Saint-Ferréol et Val-de-Chaise sont également invitées à participer au projet. Toutefois, au bout de quelques mois le projet est arrêté lors d'un vote commun des deux conseils municipaux le 19 septembre 2018, car si le Conseil de Faverges-Seythenex a voté favorablement, celui de Doussard est négatif.

## Politique et administration

### Situation administrative
La commune appartient au canton de Faverges dans l'arrondissement d'Annecy, qui depuis le redécoupage cantonal de 2014, est composé de 27 communes . La ville de Faverges-Seythenex en est le bureau centralisateur.
Elle est aussi membre de la communauté de communes des Sources du Lac d'Annecy (ex-CC du pays de Faverges), et qui comporte six autres communes du Pays de Faverges. Elles font suite à l'ancien SIVOM de Faverges, depuis l'an 2000.
La commune relève de l'arrondissement d'Annecy et de la deuxième circonscription de la Haute-Savoie.

### Administration municipale
De 2016 aux élections municipales de 2020, le conseil municipal de la nouvelle commune était constitué de l'ensemble des conseillers municipaux des anciennes communes.
| Nom              | Code Insee | Intercommunalité       | Superficie (km2) | Population (dernière pop. légale) | Densité (hab./km2) |
| ---------------- | ---------- | ---------------------- | ---------------- | --------------------------------- | ------------------ |
| Faverges (siège) | 74123      | CC du Pays de Faverges | 25,86            | 6 968 (2013)                      | 269                |
| Seythenex        | 74270      | CC du Pays de Faverges | 33,41            | 630 (2013)                        | 19                 |

### Liste des maires
| Période      | Période      | Identité        | Étiquette | Qualité                                           |
| ------------ | ------------ | --------------- | --------- | ------------------------------------------------- |
| janvier 2016 | juillet 2020 | Marcel Cattaneo | DVD       | Retraité Maire de Faverges (2014 → 2015)          |
| juillet 2020 | En cours     | Jacques Dalex   | DVG       | Chef d’entreprise Maire de Faverges (1989 → 2001) |

## Population et société

### Démographie
L'évolution du nombre d'habitants est connue à travers les recensements de la population effectués dans la commune depuis sa création.

En 2022, la commune comptait 7 540 habitants, en évolution de −0,82 % par rapport à 2016 (Haute-Savoie : +6,01 %, France hors Mayotte : +2,11 %).
| 2014  | 2019  | 2022  |
| ----- | ----- | ----- |
| 7 611 | 7 609 | 7 540 |

## Jumelages
Bühlertal (Allemagne)

### Enseignement
La commune de Faverges-Seythenex est située dans l'académie de Grenoble. En 2015, elle administre deux écoles maternelles et deux écoles élémentaires situées à Faverges et une école primaire à Seythenex.
L'ensemble des établissements sont rattachés au collège public du canton, le collège Jean-Lachenal, situé à Faverges. Le collège, créé en 1966, porte le nom de l'un de ses premiers directeurs (1967 à 1979), qui fut également maire adjoint de 1959 à 1989. Certains élèves se rendent au collège de Saint-Jorioz ou les établissements privés du bassin annécien.
Les futurs lycéens poursuivent leurs études selon leurs options, dans l'un des lycées d'Annecy (lycée Gabriel-Fauré ou lycée professionnel Germain-Sommeiller, parfois le lycée Berthollet ou le lycée privé Saint-Michel). Certains optent toutefois pour l'un des enseignements d'établissements des villes du département savoyard voisin (lycée polyvalent René-Perrin d'Ugine ou lycée général et technologique privé Jeanne-d'Arc d'Albertville).
Un établissement préparant différents diplômes dans son lycée professionnel privé La Fontaine se trouve également sur Faverges : C.A.P. (Esthétique-cosmétique, coiffure, dessinateur en communication graphique) ; B.P. (esthétique en alternance) ainsi que B.E.P. (Bio-services, carrières sanitaires et sociales, vente action marchande) ou encore Bac Pro (artisanat et métier d’arts option communication graphique, commerce, vente). On trouve également à Faverges, un institut médico-éducatif/SESSAD Guy-Yver.

### Santé
La commune, comme l'ensemble des communes du canton, est attachée au service d'urgences du centre hospitalier Annecy Genevois. Anciennement idéalement placé du côté des Marquisats à Annecy, sur la RD 1508, ce dernier a dès lors déménagé en 2008 du côté de Metz-Tessy, obligeant la traversée de l'agglomération. Du côté d'Albertville, dans le département voisin, on peut également avoir accès au service du centre hospitalier intercommunal Albertville-Moûtiers. Un centre médical pluridisciplinaire construit et géré par la commune permet aussi depuis fin 2019 de trouver 6 médecins généralistes, 3 kinésithérapeutes, 4 infirmières, 1 ophtalmologue, 1 orthophoniste, 1 orthoptiste et 1 diététicien.

## Économie
Faverges-Seythenex est une ville située en position de carrefour pour les petites vallées environnantes, polarisant plus ou moins le territoire de son canton, mais située sur un axe secondaire important entre Annecy et les villes d'Ugine et Albertville, situées dans le département savoyard voisin.

### Artisanat et industrie
La commune dispose de deux zones artisanales de Cudray et de Viuz, ainsi que d'une zone commerciale à la sortie de Faverges en direction d'Annecy. En 2009, la communauté de communes a établi sur la commune une pépinière d'entreprises, « La Clé du Pays de Faverges ».
Le rôle de centre du pays de Faverges est complété par l'activité industrielle avec notamment les unités e production de suisse Stäubli (robotique, raccords industriels, machines-outils) ou de la marque de luxe S.T. Dupont.
D’autres activités sont à mentionner telles que :
- la construction : Cemex, multinationale mexicaine de matériaux de construction y possède une unité de béton prêt à l'emploi ;
- la filière bois : Suscillon (fabrication de portes) ;
- des commerces généralistes : Carrefour Market, Carrefour Express, Intermarché, Lidl ;
- des commerces spécialisés : Twinner (sports).

### Tourisme
En 2017, la capacité d'accueil de la commune, estimée par l'organisme Savoie Mont Blanc, est de 1 983 lits touristiques répartis dans 305 structures. Les hébergements se répartissent comme suit : 54 meublés ; un hôtel ; trois structures d'hôtellerie de plein air (53 emplacements) ; 2 centres ou villages de vacances/auberges de jeunesse ; cinq refuge ou gîte d'étape et une chambre d'hôtes labellisées. Une aire de service pour camping-cars.
La ville est membre du parc naturel régional du massif des Bauges.
Le domaine skiable de la La Sambuy-Seythenex, ouvert depuis les années 1960, est fermé, en septembre 2023, pour des raisons financières et en lien avec le changement climatique.

### Énergie
En mai 2021 est mis en production une importante centrale photovoltaïque sur l'ancien site de 3 hectares de la déchetterie de La Fourche. Elle comprend 6.282 panneaux sur 2,7 hectares pour une production de 2,5 MWc (méga watt-crête) soit la consommation électrique de 1000 foyers en boucle locale, hors chauffage électrique,.

## Culture locale et patrimoine

### Lieux et monuments
La commune compte trois monuments — Thermes antiques, château du XIIIe siècle, église de Viuz-Faverges avec des fondations du VIe siècle — répertoriés à l'inventaire des monuments historiques et un lieu — le parc du Clos Berger — répertorié à l'inventaire général du patrimoine culturel. Seythenex n'en compte aucun. Par ailleurs, elle compte treize objets répertoriés à l'inventaire des monuments historiques et aucun répertorié à l'inventaire général du patrimoine culturel. Seythenex n'en compte aucun. Pour la découverte du petit patrimoine, consulter les pages des deux anciennes communes.
La commune possède plusieurs sites ouverts au public :
- Le donjon des seigneurs de Faverges ;
- Muséum des papillons[40] ;
- Musée archéologique de Viuz-Faverges[41] ;
- Parcours découverte « chemin du patrimoine urbain » dans la ville de Faverges, en collaboration le Parc naturel régional du massif des Bauges et la collaboration des Amis de Viuz-Faverges[42] ;
- Grottes et cascade de Seythenex[43] ;

En octobre 2019, a été inaugurée une Micro-Folie, musée numérique et espace de création modulable, la quatrième de la région Auvergne-Rhône-Alpes et première des 2 Savoies. Installée à La Forge, tiers-lieu culturel polyvalent qui a ouvert ses portes sur le site de l'ancienne usine Bourgeois, elle permet d’affirmer l’attractivité et la centralité culturelle de la commune.

### Héraldique
| Blason de Faverges-Seythenex | Blason  | D'azur à la montagne de cinq pics d'argent,mouvant de la pointe, surmontée d'un fer à cheval versé d'or. DeviseProgredior |
| Blason de Faverges-Seythenex | Détails | Le statut officiel du blason reste à déterminer.                                                                          |